# Canton de Chenôve
Pour les articles homonymes, voir Chenôve (homonymie).
Le canton de Chenôve est une circonscription électorale française située dans le département de la Côte-d'Or et la région Bourgogne-Franche-Comté.
À la suite du redécoupage cantonal de 2014, les limites territoriales du canton sont remaniées. Le nombre de communes du canton passe de 6 à 2.

## Histoire
Le canton est créé en 1973.
Un nouveau découpage territorialde la Côte-d'Or entre en vigueur à l'occasion des élections départementales de mars 2015, défini par le décret du 18 février 2014, en application des lois du 17 mai 2013 (loi organique 2013-402 et loi 2013-403). Les conseillers départementaux sont, à compter de ces élections, élus au scrutin majoritaire binominal mixte. Les électeurs de chaque canton élisent au Conseil départemental, nouvelle appellation du Conseil général, deux membres de sexe différent, qui se présentent en binôme de candidats. Les conseillers départementaux sont élus pour 6 ans au scrutin binominal majoritaire à deux tours, l'accès au second tour nécessitant 12,5 % des inscrits au 1er tour. En outre la totalité des conseillers départementaux est renouvelée. Ce nouveau mode de scrutin nécessite un redécoupage des cantons dont le nombre est divisé par deux avec arrondi à l'unité impaire supérieure si ce nombre n'est pas entier impair, assorti de conditions de seuils minimaux. Dans la Côte-d'Or, le nombre de cantons passe ainsi de 43 à 23. Le nombre de communes du canton de Chenôve passe de 6 à 2. Le nouveau canton de Chenôve est formé de communes de l'ancien canton de Chenôve.

## Géographie
Ce canton est organisé autour de Chenôve dans l'arrondissement de Dijon. Son altitude varie de 211 m (Ouges) à 477 m (Marsannay-la-Côte) pour une altitude moyenne de 254 m.

## Représentation

### Représentation avant 2015
| Période | Période | Identité                  | Étiquette         | Qualité                                                                                               |
| ------- | ------- | ------------------------- | ----------------- | --- |
| 1976    | 2015    | Jean Esmonin              | PS                | Cadre Maire de Chenôve (1999-2015) Suppléant du député Roland Carraz (1981-1983) - Député (1983-1986) |
| 1973    | 1976    | Maurice Mazué (1911-1998) | Soc.ind. puis DVD | Ouvrier professionnel, cheminot, ancien résistant Maire de Longvic (1953-1983)                        |

### Représentation depuis 2015
| Période élective | Période élective | Mandat | Mandat   | Identité             | Nuance | Nuance | Qualité |
| ---------------- | ---------------- | ------ | -------- | -------------------- | ------ | ------ | --- |
| 2015             | 2021             | 2015   | 2021     | Dominique Michel     |        | LREM   | chef de service à l’Acodège 1er adjoint au maire de Chenôve délégué à la solidarité et au logement (2015-2018) |
| 2015             | 2021             | 2015   | 2021     | Jeannine Tisserandot |        | DVG    | Retraitée conseillère municipale de Marsannay-la-Côte (2014-2020)                                              |
| 2021             | 2028             | 2021   | en cours | Patrick Audard       |        | PS     | Avocat, adjoint au maire de Chenôve                                                                            |
| 2021             | 2028             | 2021   | en cours | Caroline Carlier     |        | DVG    | Ingénieur d'étude, conseillère municipale Génération.s de Chenôve                                              |

Dominique Michel, ex-PS, a adhéré à LREM.

### Résultats détaillés

#### Élections de mars 2015
À l'issue du 1er tour des élections départementales de 2015, deux binômes sont en ballottage : Philippe Cherin et Monique Geraldy (FN, 27,72 %) et Dominique Michel et Jeannine Tisserandot (Union de la Gauche, 25,36 %). Le taux de participation est de 50,31 % (6 113 votants sur 12 150 inscrits) contre 53,86 % au niveau départemental et 50,17 % au niveau national.
Au second tour, Dominique Michel et Jeannine Tisserandot (Union de la Gauche) sont élus avec 60,99 % des suffrages exprimés et un taux de participation de 53,38 % (3 585 voix pour 6 486 votants et 12 150 inscrits).
Jeannine Tisserandot a quitté le PS et est membre de Génération.s.
Dominique Michel a également quitté le PS.

#### Élections de juin 2021
Le premier tour des élections départementales de 2021 est marqué par un très faible taux de participation (33,26 % au niveau national). Dans le canton de Chenôve, ce taux de participation est de 29,86 % (3 533 votants sur 11 831 inscrits) contre 36,24 % au niveau départemental. À l'issue de ce premier tour, deux binômes sont en ballottage : Patrick Audard et Caroline Carlier (PS, 37,94 %) et Philippe Neyraud et Céline Poillot (LR, 29,6 %).
Le second tour des élections est marqué une nouvelle fois par une abstention massive équivalente au premier tour. Les taux de participation sont de 34,3 % au niveau national, 37,05 % dans le département et 31,84 % dans le canton de Chenôve. Patrick Audard et Caroline Carlier (PS) sont élus avec 54,13 % des suffrages exprimés (1 894 voix pour 3 769 votants et 11 838 inscrits),,. 

## Composition

### Composition avant 2015
Le canton de Chenôve regroupait 5 communes entières et une fraction de la commune de Chenôve.
| Nom                | Code Insee | Codepostal | Superficie (km2) | Population (dernière pop. légale) | Densité (hab./km2) |
| ------------------ | ---------- | ---------- | ---------------- | --------------------------------- | ------------------ |
| Longvic            | 21355      | 21600      | 10,56            | 9 078 (2012)                      | 860                |
| Marsannay-la-Côte  | 21390      | 21160      | 12,85            | 5 192 (2012)                      | 404                |
| Neuilly-lès-Dijon  | 21452      | 21800      | 4,62             | 1 848 (2012)                      | 400                |
| Ouges              | 21473      | 21600      | 12,10            | 1 285 (2012)                      | 106                |
| Perrigny-lès-Dijon | 21481      | 21160      | 6,71             | 1 461 (2012)                      | 218                |

L'ensemble des communes du canton sont dans Dijon Métropole.

### Composition depuis 2015
Le nouveau canton de Chenôve comprenait deux communes entières à sa création.
| Nom                             | Code Insee | Intercommunalité | Superficie (km2) | Population (dernière pop. légale) | Densité (hab./km2) | Modifier                                    |
| ------------------------------- | ---------- | ---------------- | ---------------- | --------------------------------- | ------------------ | ------------------------------------------- |
| Chenôve (bureau centralisateur) | 21166      | Dijon Métropole  | 7,42             | 14 299 (2022)                     | 1 927              | modifier les données · modifier les données |
| Marsannay-la-Côte               | 21390      | Dijon Métropole  | 12,85            | 5 440 (2022)                      | 423                | modifier les données · modifier les données |
| Canton de Chenôve               | 2106       |                  | 20,27            | 19 739 (2022)                     | 974                | modifier les données                        |

## Démographie

### Démographie avant 2015
| 1975 | 1982 | 1990   | 1999   | 2006   | 2011   | 2012   |
| ---- | ---- | ------ | ------ | ------ | ------ | ------ |
| -    | -    | 23 854 | 26 095 | 26 414 | 25 855 | 25 694 |

### Démographie depuis 2015
En 2022, le canton comptait 19 739 habitants, en évolution de +2,98 % par rapport à 2016 (Côte-d'Or : +0,82 %, France hors Mayotte : +2,11 %).
| 2013   | 2018   | 2022   |
| ------ | ------ | ------ |
| 19 182 | 19 546 | 19 739 |